# Philippe Dehouck
Philippe Dehouck (né le 2 août 1966 à Lille dans le Nord) est un joueur de football français qui évoluait au poste de milieu de terrain, avant de devenir ensuite entraîneur.

## Biographie

### Carrière de joueur
Philippe Dehouck joue trois matchs en Ligue 1 avec le Paris Saint-Germain.
Il joue en Ligue 2 avec les clubs de Thonon et Annecy, avec un total de 109 matchs disputés pour un but dans cette division.